# Lethrus frater
Lethrus frater är en skalbaggsart som beskrevs av Nikolajev 1975. Lethrus frater ingår i släktet Lethrus och familjen tordyvlar. Inga underarter finns listade i Catalogue of Life.